# Укрія
Укрія (італ. Ucria, сиц. Ucria) — муніципалітет в Італії, у регіоні Сицилія,  метрополійне місто Мессіна.
Укрія розташована на відстані близько 480 км на південний схід від Рима, 135 км на схід від Палермо, 65 км на захід від Мессіни.
Населення — 1072 особи (2014).
Щорічний фестиваль відбувається 14 вересня та 3 травня. Покровитель — SS Signore della Pieta.

## Історія
В цій місцевості люди мешкали ще в доісторичні часи. Також археологи знаходили схованки римських монет.
Залишки двох сарацинських веж є свідченням того, що поселення існувало й за часів арабських завоювань. З 1000 років в Укрії домінував замок, який переходив від одного власника до іншого: норманського, швабського, анжуйського та арагонського. 
Першим бароном Укрії був П'єтро Маркетт де Гевара.
У першій половині 15 століття це було феодальне володіння Джованні Вентімілья, барона Сперлінги, який успадкував його від своєї дружини Агати Перальти. Згодом князівство Укрія належало родинам Маркеті, Пагано, Ді Джованні та Алліата.
Титул князя (принца) Укрії зберігся до наших часів у представників італійської аристократії.

## Демографія
Населення за роками:

Станом на 1 січня 2023 року в муніципалітеті офіційно проживало 15 іноземців з 6 країн, серед них 8 громадян країн Євросоюзу та 2 громадяни України.

## Сусідні муніципалітети
- Кастелл'Умберто
- Флореста
- Раккуя
- Сінагра
- Торторичі